# Конгрегация Святейшего Сердца Иисуса
Конгрегация Святейшего Сердца Иисуса (лат. Societas Sacratissimi Cardis Jеsu, аббревиатура конгрегации — R.S.C.J.; фр. Société du Sacré-Cœur de Jésus или Сёстры Sacre Coeur) — католическая женская монашеская конгрегация, основанная в 1800 году во Франции. По собственному определению «международная созерцательно-апостольская конгрегация», цель которой — «показать любовь Сердца Иисуса в различных формах воспитания».

## История
21 ноября 1800 года французская девушка Магдалина София Бара и несколько её подруг посвятили себя Сердцу Иисуса и принесли первые монашеские обеты в маленькой домашней часовне в Париже. Этот день считается датой основания конгрегации Святейшего Сердца Иисуса. Великая французская революция закончилась, прежняя система образования и воспитания была уничтожена. Поэтому, главным в служении Богу сёстры считали возрождение системы воспитания девочек, чтобы в дальнейшем они, как матери, воспитывали своих детей и таким образом помогали возрождению в обществе христианских ценностей.
9 сентября 1801 года несколько сестёр приступили к работе в небольшой школе в Амьене. Потом в конгрегацию стали поступать новые призвания. В первой половине XIX века во Франции и других европейских странах по просьбам епископов открывались новые дома конгрегации.
В 1818 году Филиппина Дюшен вместе с четырьмя сёстрами открыла дом Конгрегации в штате Луизиана (США). С тех пор общины и школы данной конкргерации в Северной Америке и Европе развиваются параллельно.
Конституция конгрегации были утверждены Папой Римским Львом XII в 1826 году.
Генеральной настоятельницей конгрегации с 1806 по 1865 год была Магдалина София Бара. За время её управления конгрегация выросла до 3,5 тысяч сестёр и 88 домов. Сёстры жили и работали в 15 странах Европы, Северной и Южной Америки. Важную роль в развитии деятельности конгрегации в США сыграла русская княжна Елизавета Голицына, принявшая монашество в конгрегации Святейшего Сердца.
На протяжении полутора веков конгрегация развивалась под управлением генеральных настоятельниц. В 1842 году первый дом конгрегации был открыт во Львове (который в то время был в составе Австро-Венгерской империи).

## Духовная жизнь
Сестры живут созерцательной молитвой и открытостью нуждам Церкви. По решению Второго Ватиканского собора на очередном Генеральном Капитуле, в 1982 году, сёстры выразили свою харизму в новой Конституции Конгрегации Святейшего Сердца Иисуса одобренной Святым Престолом в 1988 году.
«Христос призывает нас к личной встрече с Ним. Он хочет, что бы мы познавали Его чувства и предпочтения Его Сердца. (Конст.№ 18)
В Евангелии, в словах Христа, в Его поступках, отношении к ближним, в том, как Он соприкасается с природой и иными вещами, мы познаем Его Сердце, полностью отданное Отцу и людям. (Конст.№ 19)
В молитве мы приходим к Нему со всем, что приносит наша жизнь — страданиями и надеждами человечества. Мы учимся быть перед Ним в молчании и нищете своего сердца, поклоняться и бескорыстно пребывать в Нем и любви. (Конст.№ 20)

Атмосфера взаимного доверия в общине, возможность делится жизненным опытом и молитвой, братская любовь и привязанность друг к другу дают нам испытывать радость совместной жизни, принимать наши дары, разнообразие культур и способов мышления. (Конст.№ 31)»

## Этапы присоединения к конгрегации
Начальная формация. Кандидатка — пребывает в общине сестёр от шести месяцев до двух лет. (Конст.№ 76). Цель — и Конгрегация, и сама кандидатка распознают истинное призвание и силу желания вступить в новициат.
Новициат длится два года. Он заканчивается принесением обетов на три года. (Конст.№ 81). Цель новициата — углубить в вере выявленное призвание и в апостольской общине готовить сестёр к первым монашеским обетам (бедности, целомудрия, послушания).
Этап временных обетов. Цель — углубление жизни со Христом, включение в апостольскую жизнь общины, приобретение знаний, необходимых для дальнейшего служения в миссии Конгрегации. Перед принесением вечных обетов монахини проходят третий испытательный срок, который длится пять месяцев. (Конст.№ 96).
Этап вечных обетов. Цель — динамичная апостольская жизнь в общине Конгрегации и ответственность за её развитие. (Конст.№ 109).

## Посвящение себя Святейшему Сердцу Иисуса в конгрегации
«Го́споди Иису́се Христе́,
Ты сказа́л:„Когда́ я бу́ду вознесён над землёй, всех призову́ к Себе́“
сде́лай, что́бы мы гля́дя на Ра́ну в Твоём пронзённом боку́,
уви́дели в Се́рдце Твоём неви́димый исто́чник жи́зни —
Це́ркви и ми́ра.
Живи́ в нас Твои́м жела́нием еди́нства.
Живи́ Твое́й любо́вью ко все́м, невзира́я на то́,
призна́ют они́ и́ли нет Твою́ искупи́тельную си́лу.
Живи́ в нас Твои́м милосе́рдием к тем,
кто Твое́й любо́вью пренебрега́ет.
Го́споди Иису́се, в едине́нии с Твое́й евхаристи́ческой
же́ртвой обновля́ем на́ше посвяще́ние Твоему́
пронзённому Се́рдцу и Непоро́чному Се́рдцу Мари́и —
Твое́й и на́шей Ма́тери.
Прино́сим Тебе́ на алта́рь на́ше жела́ние
Распростране́ния Ца́рства Твоего́
Че́рез служе́ние Це́ркви и ми́ру.

Сде́лай нас великоду́шными и помоги́ ка́ждой прийти́ к ли́чному обновле́нию и бо́лее по́лной отда́че, так, что́бы соединённые в Твое́й любви́ мы жи́ли че́рез Тебя́, с Тобо́й и в Тебе́, что́бы как „одно́ се́рдце и одна́ душа́“ ста́ли зна́ком Твое́й любви́. Ами́нь.»

## В России
В России община сестёр Святейшего Сердца Иисуса существует в Москве с 1991 года. В Соборе Непорочного Зачатия Пресвятой Девы Марии сёстры занимаются катехизацией детей и взрослых на русском и польском языках, работают в сфере евангелизации и духовного сопровождения семей. Сёстры вносят свой вклад в восстановление пастырского служения Католической Церкви в России.